# Liste der Biografien/Strz
Liste der Biografien |
Portal Biografien |
Personensuche
# |
A |
B |
C |
D |
E |
F |
G |
H |
I |
J |
K |
L |
M |
N |
O |
P |
Q |
R |
S |
T |
U |
V |
W |
X |
Y |
Z |
?
 
Sa |
Sb |
Sc |
Sd |
Se |
Sf |
Sg |
Sh |
Si |
Sj |
Sk |
Sl |
Sm |
Sn |
So |
Sp |
Sq |
Sr |
Ss |
St |
Su |
Sv |
Sw |
Sy |
Sz
 
Sta |
Ste |
Sth |
Sti |
Stj |
Stl |
Sto |
Str |
Sts |
Stt |
Stu |
Stv |
Stw |
Sty
 
Stra |
Strb |
Stre |
Strg |
Stri |
Strl |
Strm |
Strn |
Stro |
Strp |
Stru |
Stry |
Strz
Die Liste der Biografien führt alle Personen auf, die in der deutschsprachigen Wikipedia einen Artikel haben. Dieses ist eine Teilliste mit 24 Einträgen von Personen, deren Namen mit den Buchstaben „Strz“ beginnt.

## Strz

### Strza
- Strządała, Jan (* 1945), polnischer Lyriker und Organisator
- Strzalek, Julia (* 1989), deutsche Jazzmusikerin (Saxophon, Komposition)
- Strzałka, Mariusz (* 1959), polnischer Fechttrainer und ehemaliger Degenfechter des FC Tauberbischofsheim

### Strze
- Strzelczyk, Adam (* 1978), polnisch-deutscher Neurologe und Epileptologe
- Strzelczyk, Franz (1880–1955), deutscher Philologe, Lyriker, Schriftsteller und Lehrer
- Strzelczyk, Friedhelm (1947–2008), deutscher Fußballspieler
- Strzelczyk, Maciej (1959–2021), polnischer Jazzmusiker (Violine, Arrangement)
- Strzelecka, Barbara (* 1928), polnische Cembalistin, Musikwissenschaftlerin und Komponistin
- Strzelecki, Paul Edmund (1797–1873), polnischer Forscher und Entdeckungsreisender
- Strzelecki, Paweł Marcin (* 1975), polnischer Komponist, Musikwissenschaftler und Musiktheoretiker
- Strzelecki, Ryszard (1907–1988), polnischer Politiker (PZPR), Minister
- Strzelewicz, Boleslav (1857–1938), deutscher proletarischer Agitationstheater-Künstler
- Strzelewicz, Willy (1905–1986), deutscher Sozial- und Erziehungswissenschaftler
- Strzembosz, Tomasz (1930–2004), polnischer Historiker
- Strzemiński, Władysław (1893–1952), polnischer Maler, Kunsttheoretiker und Hochschullehrer

### Strzi
- Strziska, Hans (1866–1922), österreichischer Politiker (DnP), Abgeordneter zum Nationalrat

### Strzo
- Strzoda, Christian (* 1974), deutscher Schriftsteller und Notfallsanitäter
- Strzoda, Franz (1857–1928), deutscher Politiker (Zentrum), MdR
- Strzoda, Matthias (* 1962), deutscher Musiker und Schlagzeuger
- Strzoda, Patrick (* 1952), französischer VerwaltungsbeamterPatrick Strzoda (* 1952)

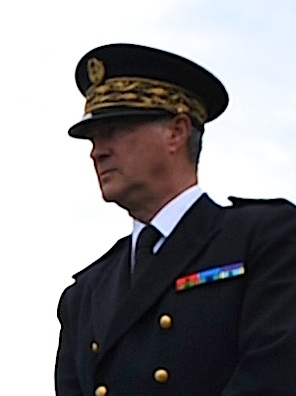
Patrick Strzoda (* 1952)

- Strzodka, Klaus (1927–2005), deutscher Bergbauingenieur und Hochschullehrer

### Strzy
- Strzygowski, Josef (1862–1941), österreichischer Kunsthistoriker
- Strzygowski, Walter (1908–1970), österreichischer Wirtschaftsgeograph
- Strzyżowski, Marek (* 1989), polnischer Eishockeyspieler